# Angina intestinal
La angina intestinal es una crisis de dolor abdominal desencadenado con frecuencia después de una ingesta alimentaria y con los mismos factores predisponentes que la angina de pecho. En las formas crónicas recibe el nombre de enfermedad intestinal isquémica o isquemia mesentérica.
La insuficiencia vascular crónica del mesenterio, producida por arteriosclerosis, da como resultado una isquemia de la musculatura lisa del intestino delgado, responsable de los síntomas dolorosos y la evolución de la enfermedad.

## Descripción
Síndrome agudo causado por isquemia del intestino delgado, que se acompaña de dolor abdominal intenso, a veces cólico; si no se restaura con rapidez el riego intestinal, evoluciona a infarto intestinal.
Las causas son la trombosis y la embolia de la arteria mesentérica superior, y la hipotensión arterial con bajo gasto cardíaco.
Hay formas crónicas, causadas por arteriosclerosis con estenosis de la arteria mesentérica superior, que se caracterizan por dolor cólico después de las comidas y pérdida de peso por disminución de ingesta y malabsorción intestinal.

## Clasificación
La isquemia intestinal engloba tres síndromes o condiciones clínicas diferenciados:
1. Isquemia mesentérica aguda
2. Isquemia mesentérica crónica
3. Colitis isquémica

## Tratamiento
En el tratamiento de la angina intestinal se han utilizado stents.
Algunos de los fármacos que han mostrado efectividad contra la enfermedad intestinal isquémica son: 
rizatriptán, sumatriptán, eletriptán, frovatriptán y zolmitriptán, pertenecientes al grupo de los agonistas selectivos del receptor de la serotonina.